# Spigelia insignis
Spigelia insignis är en tvåhjärtbladig växtart som beskrevs av Prog.. Spigelia insignis ingår i släktet Spigelia och familjen Loganiaceae. Inga underarter finns listade i Catalogue of Life.